# Nadine Morano
Nadine Morano (Nancy, 6 novembre 1963) è una politica francese, membro dei Repubblicani ed europarlamentare dal 2014. In precedenza è stata deputata dell'Assemblea nazionale e ministro.

## Biografia
Morano nasce il 6 novembre 1963 a Nancy, in Francia. Suo padre era un camionista. Sua madre, Monique Generelli, era una centralinista, figlia di un muratore piemontese del Verbano-Cusio-Ossola.

## Carriera politica
Morano è stata deputata dell'Assemblea nazionale dal 2002 al 2008, in rappresentanza della Meurthe e Mosella. In Parlamento, è stata membro della Commissione per gli affari culturali (2002-2007) e della Commissione per la difesa (2007-2008).
Morano è stata ministro per l'apprendistato e la formazione professionale sotto il ministro del lavoro, dell'occupazione e della salute Xavier Bertrand. In precedenza, è stata segretario di Stato per la famiglia nel governo di François Fillon a partire dal 18 marzo 2008.

### Europarlamentare
Morano è stata eletta europarlamentare alle elezioni europee del 2014, in rappresentanza della Francia orientale. Da allora è membro della Commissione per l'industria, la ricerca e l'energia. Oltre ai suoi incarichi in commissione, è membro della delegazione del Parlamento per le relazioni con il Parlamento panafricano (PAP).
In vista delle elezioni regionali francesi del 2015, il presidente dei Repubblicani Nicolas Sarkozy ha rimosso Morano – allora considerata una dei suoi più fedeli alleati – dalla lista del partito dopo che lei aveva dichiarato che la Francia era un paese di "razza bianca" e che doveva rimanere tale.
Sempre quello stesso anno, Morano annunciò la sua intenzione di competere per una nomination presidenziale nelle primarie repubblicane per le elezioni presidenziali del 2017. In seguito sostenne François Fillon come candidato del suo partito prima di esortarlo a ritirare la sua candidatura nel mezzo del cosiddetto affare Fillon. Nelle elezioni primarie repubblicane del 2017, appoggiò Laurent Wauquiez.
In vista delle elezioni presidenziali del 2022, Morano ha dichiarato pubblicamente il suo sostegno a Michel Barnier come candidato dei Repubblicani.
Nel 2023, il presidente dei Repubblicani Éric Ciotti nominò Morano membro del suo gabinetto ombra e la mise a capo delle politiche sull'immigrazione del partito.
È stata rieletta europarlamentare in seguito alle elezioni europee del 2024 in Francia.

## Vita privata
Morano è divorziata; ha due figli e una figlia. Uno dei suoi figli, Grégoire, è morto nel luglio 2024 all'età di 33 anni.